# Михайловский (Крапивинский район)
Миха́йловский — посёлок в Крапивинском районе Кемеровской области. Входит в состав Банновского сельского поселения.

## География
Центральная часть населённого пункта расположена на высоте 197 метров над уровнем моря.

## Население
По данным Всероссийской переписи населения 2010 года, в посёлке Михайловский проживает 112 человек (54 мужчины, 58 женщин).